# Cabeçalho
Na terminologia da informática, o cabeçalho consiste na parte que contém as informações suplementares colocados no começo de um bloco de dados que estão sendo armazenados ou transmitidos, usualmente por correio eletrónico ou em pacotes dos dados emitidos através da internet, são precedidos pela informação de cabeçalho tal como o remetente e os endereços do IP do receptor.